# Bates College

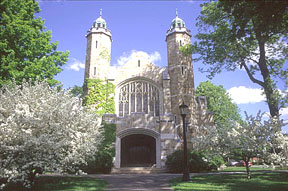
Capela de Bates College.

Bates College é uma tradicional e renomada instituição mista privada de ensino e de artes, situada em Lewiston, a cem quilômetros ao norte da cidade de Boston, nos Estados Unidos.
Fundado em 1855, seu campus de quatro quilômetros quadrados é marcado por edifícios modernos e por obras arquitetônicas do século XIX, onde moram a maioria de seus estudantes, cerca de 1.700, oriundos de escolas públicas e privadas. Sua biblioteca é de alto padrão e conta com obras originais de Ed Muskie e Rachel Carson.
Em seus primeiros anos, Bates era uma instituição voltada apenas para a educação de filhas de famílias WASP, a elite protestante branca dos Estados Unidos, mas há algumas décadas mescla estudantes oriundos de diversas minorias e tem cerca de 8% de alunos estrangeiros matriculados, ensinados por um corpo docente de 270 profissionais de diversas áreas.
A faculdade confere mais de 50 graduações em diferentes campos do estudo além de formar alunos em renomado curso de línguas que cobre o iídiche, o gaélico irlandês, o coreano, o português e o hindu. Seu diploma é especialmente cobiçado nas cadeiras de inglês, ciências políticas, psicologia e economia.